# Daisuke Watabe
Daisuke Watabe (渡部 大輔 Watabe Daisuke?, nacido el 19 de abril de 1989 en Tokorozawa, Saitama) es un futbolista japonés que se desempeña como defensa.

## Trayectoria

### Clubes
| Club         | País  | Año    |
| ------------ | ----- | ------ |
| Omiya Ardija | Japón | 2008 - |

## Estadística de carrera

### J. League
| Club         | Año   | J. League | J. League | Copa J. League | Copa J. League | Total | Total |
| Club         | Año   | Part.     | Goles     | Part.          | Goles          | Part. | Goles |
| ------------ | ----- | --------- | --------- | -------------- | -------------- | ----- | ----- |
| Omiya Ardija | 2008  | 0         | 0         | 0              | 0              | 0     | 0     |
| Omiya Ardija | 2009  | 6         | 0         | 3              | 0              | 9     | 0     |
| Omiya Ardija | 2010  | 16        | 0         | 6              | 0              | 22    | 0     |
| Omiya Ardija | 2011  | 23        | 0         | 0              | 23             |       |       |
| Omiya Ardija | 2012  | 25        | 2         | 3              | 0              | 28    | 2     |
| Omiya Ardija | 2013  | 20        | 0         | 6              | 1              | 26    | 1     |
| Omiya Ardija | 2014  | 9         | 0         | 3              | 0              | 12    | 0     |
| Omiya Ardija | 2015  | 30        | 1         | -              | -              | 30    | 1     |
| Omiya Ardija | 2016  | 9         | 0         | 4              | 0              | 13    | 0     |
| Omiya Ardija | 2017  | 14        | 1         | 2              | 0              | 16    | 1     |
| Total        | Total | 152       | 4         | 27             | 1              | 179   | 5     |